# Rhys Williams
Rhys Williams (Perth, Australia, 14 de julio de 1988) es un exfutbolista australiano que jugaba como mediocampista o defensor.

## Vida privada
La madre de Williams es originaria de Bombay, y su padre es de Kent, Inglaterra. Tiene dos hermanos menores, Ryan y Aryn, los cuales también son futbolistas y juegan en las academias del Fulham y el Burnley respectivamente.

## Trayectoria

### Middlesbrough
Williams comenzó jugando al fútbol en la academia juvenil del ECU Joondalup SC de Australia Occidental y después de destacarse en torneos juveniles locales se unió al Middlesbrough de Inglaterra tras un corto periodo de prueba en Inglaterra en 2004. En 2007 firmó su primer contrato profesional con el Boro y realizó su debut en un partido por la Copa de la Liga de Inglaterra el 26 de agosto de 2008. Firmó un nuevo contrato por dos años en enero de 2009, pero luego de esto fue enviado a préstamo en forma inmediata al Burnley. Jugó 17 partidos con el club dejando una buena impresión, pero tuvo que regresar antes de los Playoffs del Championship en mayo de ese año ya que los clubes no se pudieron poner de acuerdo para extender su préstamo de tres meses.
Luego de una excelente pretemporada, Williams comenzó como titular la temporada 2009-10 y rara vez ha dejado de serlo desde entonces. Anotó su primer gol profesional y con el Boro el 26 de noviembre de 2009, en el empate 2-2 contra el Coventry City. En febrero de 2010, extendió su contrato con los rojos por tres años y medio.
Antes de iniciada la temporada 2012-2013 volvió a extender su contrato con el Boro hasta 2016, pese a que hubo rumores de que podría pasar a un equipo de la Premier League.

## Selección nacional
Debido a sus padres, Williams tenía la peculiar oportunidad de representar una de cuatro selecciones mayores diferentes: Australia, Gales, India o Inglaterra. Pese a haber jugado en un principio con la selección sub-20 de Gales, finalmente decidió representar a Australia a nivel mayor, selección con la cual ya ha jugado 10 partidos.

## Clubes
| Club                                 | País           | Año       |
| ------------------------------------ | -------------- | --------- |
| Middlesbrough F. C.                  | Inglaterra     | 2008-2016 |
| Burnley F. C. (a préstamo)           | Inglaterra     | 2009      |
| Charlton Athletic F. C. (a préstamo) | Inglaterra     | 2016      |
| Perth Glory F. C.                    | Australia      | 2016-2017 |
| Melbourne Victory F. C.              | Australia      | 2017-2018 |
| Al-Qadisiyah F. C.                   | Arabia Saudita | 2018-2021 |
| Western Sydney Wanderers F. C.       | Australia      | 2021-2023 |

## Palmarés

### Títulos nacionales
| Título   | Club                    | País      | Año  |
| -------- | ----------------------- | --------- | ---- |
| A-League | Melbourne Victory F. C. | Australia | 2018 |